# Špela Ponomarenko Janić
Špela Ponomarenko Janić, född den 2 oktober 1981 i Koper, Slovenien, är en slovensk kanotist.
Hon tog bland annat VM-silver i K-1 200 meter i samband med sprintvärldsmästerskapen i kanotsport 2006 i Szeged.